# Marios Joannou Elia
Marios Joannou Elia, ciprski skladatelj in akademik, * 19. junij 1978, Pafos, Ciper

## Umetniško delo
Elia je avtor del z globalnim dosegom in vplivom. Njegove simfonije, oratoriji, opere, rapsodije, zborovska dela in slavnostne skladbe so znane po svoji izvirnosti, domišljiji in združevanju različnih glasbenih žanrov. Njegov skladateljski opus obsega okoli 100 del.